# Zwarte roodstaart
De zwarte roodstaart (Phoenicurus ochruros) is een trekvogel en komt van half maart tot oktober in Nederland en België voor in stedelijke gebieden. Een enkeling blijft overwinteren.

## Kenmerken

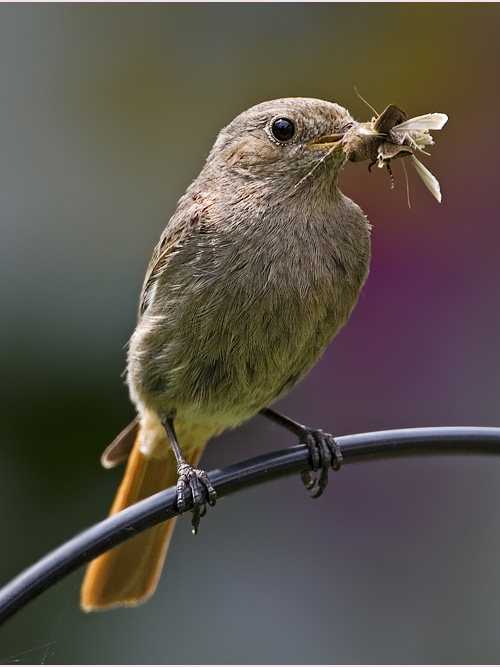
Vrouwtje zwarte roodstaart

De zwarte roodstaart is 14 cm lang en heeft een roestrode staart. De mannetjes zijn roetzwart met witte vlekken op de vleugels. Zijn zang bestaat uit korte roepgeluidjes die karakteristiek met een krakend geluid beginnen. Het vrouwtje is minder zwart en heeft geen witte vlekken.

## Leefwijze
De zwarte roodstaart leeft van insecten en vruchten.

## Voortplanting
De vogel bouwt zijn nest in holten en spleten in bomen, rotsen, of gebouwen, en broedt vanaf eind april. In Nederland en België wordt er veel in steden genesteld. Per legsel worden vijf tot zeven witte eitjes gelegd, die na veertien dagen uitkomen. De kuikens blijven twaalf tot zestien dagen in het nest. Jonge vogels hebben gevlekte veren.

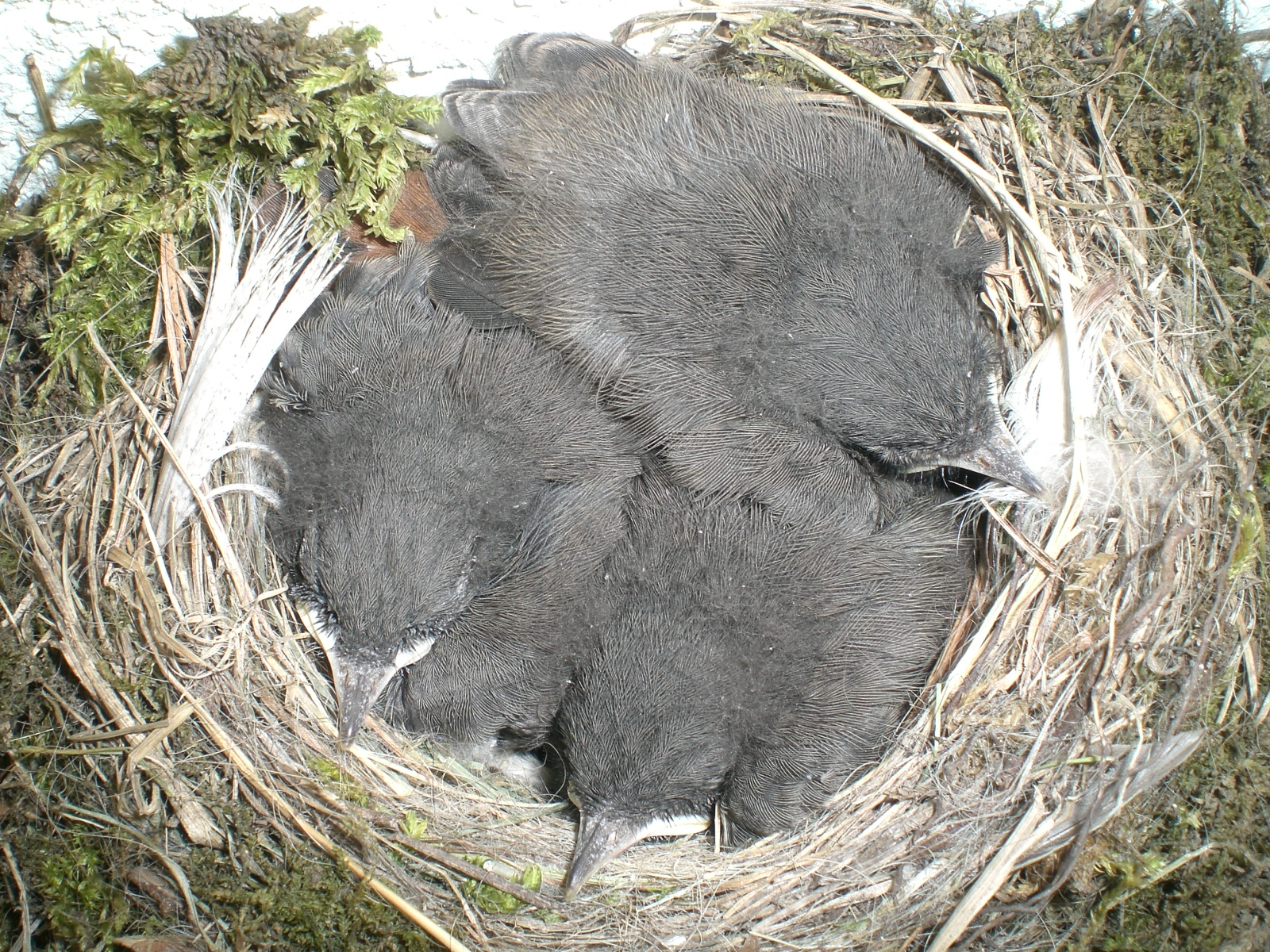
Twee weken oude nestjongen

## Ondersoorten
De soort telt zes ondersoorten:
- P. o. gibraltariensis (Gmelin, 1789): Europa en noordwestelijk Afrika.
- P. o. ochruros (Gmelin, 1774): van Turkije tot de Kaukasus en noordwestelijk Iran.
- P. o. semirufus (Hemprich & Ehrenberg, 1833): westelijk Syrië, Libanon en noordoostelijk Israël.
- P. o. phoenicuroides (Moore, 1854): noordoostelijk Iran en Turkmenistan tot noordwestelijk Pakistan, noordelijke naar zuidoostelijk Kazachstan, noordwestelijk China en oostelijk Mongolië. Wel oostelijke zwarte roodstaart genoemd.
- P. o. murinus (Fedorenko, 2018): noordoostelijk Kazachstan, het zuidelijke deel van Centraal-Siberië, noordelijke deel van Centraal-China en westelijk Mongolië
- P. o. rufiventris (Vieillot, 1818): van de centrale Himalaya tot centraal China.

Sommige onderzoekers onderscheiden ook een Phoenicurus ochruros xerophilus binnen Phoenicurus ochruros rufiventris en een Phoenicurus ochruros aterrimus binnen Phoenicurus ochruros gibraltariensis. Die laatste ondersoort zou zich pas tijdens het Weichselien, de laatste ijstijd, hebben afgesplitst.

## Naamgeving
De soort werd in 1774 benoemd door Samuel George Gottlieb Gmelin als Motacilla Ochruros. Beide delen van de huidige naam verwijzen naar de kleur van de staart. De geslachtsnaam is afgeleid van het Oudgrieks phoinix, "rood", en ouros, "gestaart". De soortaanduiding is afgeleid van ochros, "rode oker".
Het holotype is specimen 94764 in de collectie van het Zoologisches Forschungsinstitut und Museum Alexander Koenig te Bonn.

## Status
Deze roodstaart heeft een groot verspreidingsgebied en daardoor is de kans op de status kwetsbaar (voor uitsterven) gering. De grootte van de populatie is in 2015 geschat op 32 tot 58 miljoen volwassen individuen. Men veronderstelt dat dit aantal toeneemt. Om deze redenen staat de zwarte roodstaart als niet bedreigd op de Rode Lijst van de IUCN.

## Media
- Een zingende zwarte roodstaart in een typisch urbaan gebied